# بکی اسمیت
بکی اسمیت (به انگلیسی: Becky Smith) (زادهٔ ۳ ژوئن ۱۹۵۹) شناگر اهل کانادا است.